# Родија (Гребен)
Родија (грч. Ροδιά) је насељено место у општини Гребен у периферији Западна Македонија, Грчка. Према попису из 2021. године био је 151 становник.
Према бугарском географу и историчару, Василу Канчову, у Родији је 1900. године живело 208 Грка. Село се раније звало Радовиште и основали су га Словени.